# Arbeitskreis Historische Frauen und Geschlechterforschung
Arbeitskreis Historischer Frauenforschung (AKHFG) je německé sdružení historiček a historiků. Podporuje výzkum ženských a genderových dějin a vědeckou výměnu a spolupráci mezi všemi, kteří se zabývají dějinami žen a genderu a usiluje o trvalé zakotvení této oblasti historické vědy do programu univerzitní i mimouniverzitní vědecké obce ve Spolkové republice Německo. Sdružení je členem International Federation for Research in Women's History (IFRWH).

## Historie a činnost
Sdružení Arbeitskreis Historischer Frauenforschung vzniklo v roce 2007. Navázalo na činnost pracovního kruhu Arbeitskreis Historischer Frauenforschung, který založily v roce 1990 historičky Gisela Bocková, Karin Hausenová, Heide Wunderová a další. Sdružení pořádá nejméně jednou ročně konferenci, během níž se koná také valná hromada. V současném představenstvu jsou: Prof. Dr. Eva Labouvieová (předsedkyně), Prof. Dr. Elke Hartmannová, Prof. Dr. Sylvia Paletscheková, Prof. Dr. Angelika Schaserová (místopředsedkyně), Prof. Dr. Barbara Vogelová (em.), Dr. Kerstin Wolffová.
Svaz má pět regionálních koordinačních center:
Východ: sdružující spolkové země Berlín, Braniborsko, Sasko (Prof. Dr. Susanne Schötzová)
Střed: sdružující spolkové země Hesensko, Sasko-Anhaltsko, Durynsko (Prof. Dr. Gisela Metteleová; Dr. Kerstin Wolffová)
Západ: sdružující spolkové země Sársko, Porýní-Falc (Prof. Dr. Anne Conradová), Severní Porýní-Vestfálsko (Dr. Julia Paulusová)
Jih: sdružující spolkové země Bavorsko, Bádensko-Württembersko (Dr. Elsbeth Böslová)
Sever: sdružující Šlesvicko-Holštýnsko, Meklenbursko-Přední Pomořany, Hamburg, Brémy, Dolní Sasko (Prof. Dr. Angelika Schaserová)

## Cena za nejlepší dizertaci
Od roku 2009 jednou za dva roky oceňuje Arbeitskreis Historischer Frauenforschung částkou 3.000 eur vynikající doktorské práce na téma z ženských či genderových dějin.
První nositelkou byla Eva Kathrin Dadeová za práci "Die Mätresse und die Diplomatie. Madame de Pompadour in den Außenbeziehungen der französischen Krone (1745-1764)". Dadeová se zabývá vedle ženských dějin, kulturními dějinami diplomacie, mezinárodními vztahy a dvory v raném novověku.
V rámci 49. sjezdu německých historiků v Mohuči udělilo dne 26. září 2012 sdružení pro výzkum dějin žen Arbeitskreis Historischer Frauenforschung cenu za nejlepší dizertaci německé historičce dr. Katharině Ulrice Merschové. Její, v roce 2010 na univerzitě v Göttingenu, obhájená práce se zabývá sociální dimenzí vizuální komunikace v ženských komunitách ve vrcholném a pozdním středověku. Katharina Merschová (*1980) publikovala články o ženských řeholních společenstvech, znázorňování jejich donátorek, vztazích ženských konventů s farními obcemi, nápisech v klášterech a o vztahu klášterních knihoven k vybavení jejich kostelů. Od října 2010 pracuje na erfurtské univerzitě na svém habilitačním projektu o zájmech a strategiích laiků při řešení sporů o exkomunikaci v pozdním středověku.